# Мандара (султанат)
Мандара (Вандала) — африканська держава в Західній Африці. З кінця XVI ст. опинилася у сфері впливу імперії Борну. Напочатку XIX ст. вступило у протистояння з еміратом Адамауа. У 1880-х роках зазнало тяжких поразок від Махдійської держави. Це призвело до занепаду. 1902 року встановлено протекторат Німецької імперії.

## Історія
За легендою було утворено близько 1500 року жінкою, на ім'я Сукда з племені мандара і мисливцем Гая (не був мандара). Вперше про державу згадали фра Мавро 1459 року і Лев Африканський 1526 року.
Протягом першого століття правителі воювали з сусідніми племенами й державами, намагаючись розширити свої території. Після завоювання поселення Дуло, близько 1580 року сюди було перенесено столицю держави. Під час усобиці між родами Дуло і Санкре, імперія Борну підтримало Алдаве Нанду, представника Санкре. Ідріс III, маї Борну, в 1614 році затвердив Нанду як правителя Мандара.
У 1715 році перетворюється на султанат. Мусульмани, які відвідували Мандару, переконали Букара прийняти іслам. Ісламізація цих земель тривала більшу частину наступного століття.
Правління Букара Аджі і його праонука Букара Д'Ґджіами стало «золотим часом» для Мандари. Близько 1781 року Мандара перемогла Борну в битві, ще більше розширивши свою сферу впливу в регіоні. На піку своєї могутності Мандара отримувала данину від близько 15 вождівств.
У 1809 році, Мандара стикнулася з розширенням халіфату Сокото, емір якого Модібо Адама, очолив джихад проти Мандари. Адама ненадовго захопив Дуло, але контратака мандарських військ незабаром витіснила його. Поразка Адами спонукало Борну знову об'єднатися з Мандара проти загарбників з Сокото.
Після смерті правителя Букари Н'Гджіами немусульманські данника Мандара повстали, і емірат Адамауа знову атакував султанат. В середині XIX століття Борну спробувала підкорити Мандару. Цей конфлікт почав виснажувати сили Мандари.
1880-х роках сюди вдерлися війська Мухаммада Ахмада, що створив Махдійську державу в Судані. У 1895 або 1896 року армія махдістів зруйнувала Дуло, що спричинило подальший занепад султанату. Цим скористалося Адамауа, що відновило напади. 1893 року війська останнього захопили Дуло.
У 1902 році Мандара була завойована Німеччиною, ставши протекторатом. Після завершення Першої світової війни у 1918 році разом з Камеруном перейшло до Франції. У 1960 році ця територія стала частиною незалежної держави Камерун.

## Територія
Охоплювала гори Мандара в сучасному Камеруні.